# Plectris junceana
Plectris junceana är en skalbaggsart som beskrevs av Frey 1969. Plectris junceana ingår i släktet Plectris och familjen Melolonthidae. Inga underarter finns listade i Catalogue of Life.